# 拉哈瓜德爾皮拉爾
拉哈瓜德爾皮拉爾是哥倫比亞的城鎮，位於該國北部，由瓜希拉省負責管轄，始建於1795年，面積267平方公里，海拔高度223米，2005年人口2,732，人口密度每平方公里10.23人。

## 外部連結
- （西班牙文）La Jagua del Pilar official website
- （西班牙文）Gobernacion de La Guajira - La Jagua del Pilar

10°31′N 73°05′W / 10.517°N 73.083°W